# Pierwszy rząd Taaviego Rõivasa
Pierwszy rząd Taaviego Rõivasa – rząd Republiki Estońskiej funkcjonujący od 26 marca 2014 do 9 kwietnia 2015.
Gabinet powstał w trakcie XII kadencji Riigikogu, wybranego w wyborach parlamentarnych w 2011. Urzędujący od 2005 premier Andrus Ansip 4 marca 2014 zgodnie z wcześniejszą zapowiedzią przedłożył prezydentowi Estonii swoją rezygnację ze stanowiska premiera. 14 marca 2014 prezydent Toomas Hendrik Ilves powierzył Taaviemu Rõivasovi misję sformowania nowego rządu. Do nowej koalicji weszły Estońska Partia Reform (RE) oraz Partia Socjaldemokratyczna (SDE). Gabinet uzyskał 25 marca wotum zaufania w Riigikogu, a 26 marca 2014 został zaprzysiężony, rozpoczynając tym samym urzędowanie. Nominacja ministra rolnictwa została odłożona do 7 kwietnia 2014, na okres przejściowy pełnienie obowiązków powierzono ministrowi sprawiedliwości.
W kolejnych wyborach parlamentarnych zwyciężyła Partia Reform. Dotychczasowa koalicja nie uzyskała większości. Po kilku tygodniach rozmów uzgodniono nową koalicję z udziałem dodatkowo centroprawicowej partii Związek Ojczyźniany i Res Publica. Pierwszy rząd Taaviego Rõivasa zakończył urzędowanie z chwilą zaprzysiężenia nowego gabinetu tegoż premiera 9 kwietnia 2015.

## Skład rządu
| funkcja                                            | minister               | partia | okres urzędowania | okres urzędowania |
| funkcja                                            | minister               | partia | od                | do                |
| -------------------------------------------------- | ---------------------- | ------ | ----------------- | ----------------- |
| premier                                            | Taavi Rõivas           | RE     | 26 marca 2014     | 9 kwietnia 2015   |
| minister obrony                                    | Sven Mikser            | SDE    | 26 marca 2014     | 9 kwietnia 2015   |
| minister kultury                                   | Urve Tiidus            | RE     | 26 marca 2014     | 9 kwietnia 2015   |
| minister gospodarki i infrastruktury               | Urve Palo              | SDE    | 26 marca 2014     | 9 kwietnia 2015   |
| minister handlu zagranicznego i przedsiębiorczości | Anne Sulling           | RE     | 26 marca 2014     | 9 kwietnia 2015   |
| minister sprawiedliwości                           | Andres Anvelt          | SDE    | 26 marca 2014     | 9 kwietnia 2015   |
| minister spraw zagranicznych                       | Urmas Paet             | RE     | 26 marca 2014     | 3 listopada 2014  |
| minister spraw zagranicznych                       | Keit Pentus-Rosimannus | RE     | 17 listopada 2014 | 9 kwietnia 2015   |
| minister opieki społecznej                         | Helmen Kütt            | SDE    | 26 marca 2014     | 9 kwietnia 2015   |
| minister zdrowia i pracy                           | Urmas Kruuse           | RE     | 26 marca 2014     | 9 kwietnia 2015   |
| minister edukacji i badań                          | Jewgienij Osinowski    | SDE    | 26 marca 2014     | 9 kwietnia 2015   |
| minister spraw wewnętrznych                        | Hanno Pevkur           | RE     | 26 marca 2014     | 9 kwietnia 2015   |
| minister finansów                                  | Jürgen Ligi            | RE     | 26 marca 2014     | 3 listopada 2014  |
| minister finansów                                  | Maris Lauri            | RE     | 3 listopada 2014  | 9 kwietnia 2015   |
| minister środowiska                                | Keit Pentus-Rosimannus | RE     | 26 marca 2014     | 17 listopada 2014 |
| minister środowiska                                | Mati Raidma            | RE     | 17 listopada 2014 | 9 kwietnia 2015   |
| minister rolnictwa                                 | Ivari Padar            | SDE    | 7 kwietnia 2014   | 9 kwietnia 2015   |